# Faith Prince
Faith Prince (Augusta (Georgia), 6 augustus 1957) is een Amerikaanse actrice.

## Biografie
Prince is geboren in Augusta maar groeide op in Lynchburg (Virginia), waar zij de high school heeft doorlopen aan de E.C. Glass High School.
Prince begon in 1983 met acteren in de televisieserie Remington Steele. Hierna heeft zij nog meerdere rollen gespeeld in televisieseries en films zoals Loving (1992), Spin City (1997-2000), Sabrina, the Teenage Witch (2003) en Our Very Own (2005).
Prince is ook actief in het theater als op Broadway als off-Broadway. Zij maakte in 1989 haar debuut op Broadway met de musical Jerome Robbins' Broadway. Hierna heeft zij nog meerdere rollen gespeeld, in 1992 heeft zij een Tony Award gewonnen voor haar rol in de musical Guys and Dolls.
Prince is vanaf 1986 getrouwd en heeft hieruit een zoon (1996), en woont nu met haar gezin in Sacramento (Californië).

## Filmografie

### Films
- 2020 Dear Christmas - als Jenny Morgan
- 2010 Tinker Bell and the Great Fairy Rescue – als mrs. Perkins (stem)
- 2006 Material Girls – als Pam
- 2006 The PTA – als leidster
- 2005 Our Very Own – als Athylene
- 2003 Sweet Potato Queens – als ??
- 2000 It Had to Be You – als Madelaine
- 1999 A Season for Miracles – als Sadie Miller
- 1997 Picture Perfect – als mrs. Mercer
- 1996 Big Bully – als Betty
- 1995 Friends at Last – als Cella
- 1994 My Father the Hero – als Diana
- 1993 Dave – als Alice
- 1988 Encyclopedia – als diverse
- 1985 The Last Dragon – als Angela Viracco

### Televisieseries
Uitgezonderd eenmalige gastrollen.
- 2022 Monarch - als Nellie Cantrell - 6 afl.
- 2017 Modern Family - als Lorraine - 2 afl.
- 2013 - 2015 Melissa & Joey - als Gloria - 7 afl.
- 2009 – 2013 Drop Dead Diva – als Elaine Bingum – 6 afl.
- 2004 – 2006 Huff – als Kelly Knippers – 19 afl.
- 2003 Sabrina, the Teenage Witch – als Shirley Jacobs – 2 afl.
- 1997 – 2000 Spin City – als Claudia – 21 afl.
- 2000 Now and Again – als Janet – 5 afl.
- 1995 High Society – als Val Brumberg – 6 afl.
- 1992 Loving – als Diana - ? afl.

## Theaterwerk opBroadway
- 2016 Disaster! - als Shirley
- 2012 - 2014 Annie - als miss Hannigan (understudy)
- 2008 A Catered Affair – als Aggie
- 2008 – 2009 The Little Mermaid – als Ursula
- 2001 – 2002 Noises Off – als Belinda Blair
- 2001 Bells Are Ringing – als Ella Peterson
- 2000 James Joyce's The Dead – als Gretta Conroy
- 1998 – 1999 Little Me – als Belle
- 1996 – 1998 The King and I – als Anna Leonowens
- 1994 What's Wrong With This Picture? – als Shirley
- 1992 – 1995 Guys and Dolls – als Mevr. Adelaide
- 1991 Nick & Nora – als Lorraine Bixby
- 1989 – 1990 Jerome Robbins' Broadway – als Ma / Tessie

- Gemeinsame Normdatei: 135046076
- International Standard Name Identifier: 0000 0000 5552 6510
- Library of Congress Control Number: no96016003
- MusicBrainz: 935c98a4-2a60-4451-a52d-8b680077fe35
- Nationale Bibliotheek van Israël: 987007428830905171
- SNAC: w61p5z2d
- Système universitaire de documentation: 070332258
- Virtual International Authority File: 48818731
- WorldCat: E39PBJmhRBtYgVY9bhKJfMkCcP